# 西文多弗
西文多弗是一座位于美国内华达州埃爾科縣的城市。根据2010年美国人口普查，该市有人口4,410人。西文多弗位于大盐湖沙漠的西端，紧挨着内华达州的东部边界线，与犹他州的文多弗紧紧接壤，80号州际公路从西到东连接这两座城市。
内华达州使用北美太平洋时区（UTC-8）作为标准时间，然而，面积约19.4平方公里大小的西文多弗是整个内华达州唯一使用北美山区时区（UTC-7）的地方，比内华达州其它地方都要快一个小时，与犹他州时间相同。

## 历史

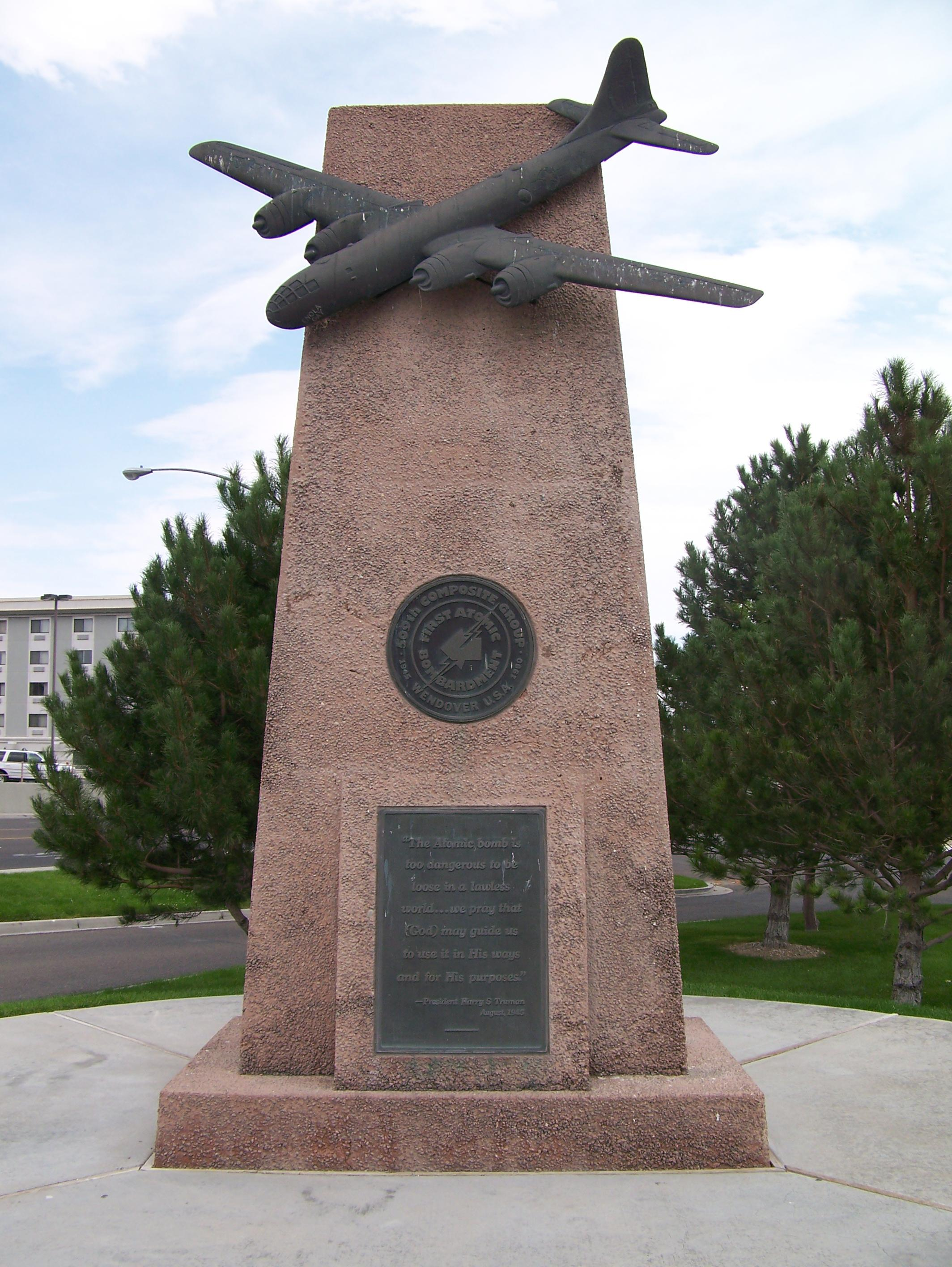
美國陸軍航空軍的纪念碑

西文多弗大约在1930年代开始发展萌芽，是为内华达至犹他州广阔沙漠中的交通、军事服务点，刚好处于内华达州和犹他州的边界上。1970年代开始，这里开始发展成为了沙漠当中的一个度假之地。各种酒店、娱乐商业服务纷至沓来，这使得当地的经济发展迅速。1991年7月1日，经过当地民众的表决，西文多弗成为了内华达州的一个独立的城市。

### 时区问题
尽管西文多弗处于内华达州境内，但位于州界边缘的独特地理位置使得它的经济、交通等方方面面却和一界之隔的犹他州紧密相连——城市的东端即跨入犹他州境内的文多弗市，两座城市几乎挨在一起形成一个跨越州界的聚居地，而犹他州首府盐湖城也在该市以东不远处。在当时，官方规定整个内华达州（也包括西文多弗市）都使用北美太平洋时区（UTC-8），而东边的犹他州则使用北美山区时区（UTC-7），比内华达州快一小时。这使得当地出现了同一片聚居地使用不同两个时间的尴尬情况。为了解决此问题，经过美国运输部的批准，1999年10月起，西文多弗市正式调快一小时，使用北美山区时区作为标准时间，与犹他州同步，与内华达州在时区上脱钩。西文多弗市从此成为了内华达州境内唯一一个官方使用不同时区的地方，成为了时区层面上的“飞地”（内华达州也有其它几个位于州界边缘的地方自行地将时间调快，但都没有得到官方的认可）。
西文多弗至今仍是内华达州和犹他州广阔沙漠中的一个重要中转站。它与文多弗仅一州界之隔，但都跟随各自州的法律使用不同的法律等制度。内华达州境内的西文多弗得益于内华达州蓬勃的工业发展和财政支持，使得它有较好的收入水平和教育水平。作为反差，犹他州文多弗则是经济衰落，收入低迷。这使得当地居民，无论是州界西侧或东侧，都一致同意请求将文多弗并入西文多弗，并称这两座城市“本是同根生”，州界将它们分割的太久。尽管一些官员也支持该计划，然而2002年，美国众议院通過的更改州界決議，在美国参议院擱置不通過，不成法律。犹他州的文多弗官员却在2006年11月15日以3比2的投票，决定终止两地的合并计划。两座城市一旦合并，将使州界改动。而根据美国相关规定，凡是州界出现变动，都需要经过美国国会和当地州的法律部门的批准，手续复杂。因此，两座城市至今仍处于使用同一时区却属于不同州的状态。

## 地理
西文多弗地理坐标为： 40°44′22″N 114°4′11″W / 40.73944°N 114.06972°W (40.739512, -114.069796)，陆地面积19平方公里。
西文多弗位于大盐湖沙漠西端，内华达州最东端。它的东端与犹他州图埃勒县文多弗相邻，组成了两个紧挨在一起的城市群。唯有州界将两座城市在行政区划上分开。
西文多弗具有典型的内陆沙漠型气候，降水稀少，光照充足。四季、昼夜温差大。夏季最高可以超过40摄氏度，而冬季最低可达零下35摄氏度。年降水量约200多毫米。
| 西文多弗            | 西文多弗  | 西文多弗  | 西文多弗  | 西文多弗  | 西文多弗  | 西文多弗  | 西文多弗  | 西文多弗  | 西文多弗  | 西文多弗  | 西文多弗  | 西文多弗  | 西文多弗   |
| 月份                | 1月       | 2月       | 3月       | 4月       | 5月       | 6月       | 7月       | 8月       | 9月       | 10月      | 11月      | 12月      | 全年       |
| ------------------- | --------- | --------- | --------- | --------- | --------- | --------- | --------- | --------- | --------- | --------- | --------- | --------- | ---------- |
| 历史最高温 °F（°C） | 63 (17)   | 68 (20)   | 79 (26)   | 87 (31)   | 98 (37)   | 104 (40)  | 107 (42)  | 108 (42)  | 100 (38)  | 89 (32)   | 79 (26)   | 59 (15)   | 108 (42)   |
| 平均高温 °F（°C）   | 37 (3)    | 43 (6)    | 52 (11)   | 62 (17)   | 71 (22)   | 83 (28)   | 93 (34)   | 91 (33)   | 80 (27)   | 66 (19)   | 49 (9)    | 39 (4)    | 64 (18)    |
| 平均低温 °F（°C）   | 9 (−13)   | 15 (−9)   | 22 (−6)   | 26 (−3)   | 34 (1)    | 41 (5)    | 47 (8)    | 44 (7)    | 35 (2)    | 24 (−4)   | 15 (−9)   | 8 (−13)   | 27 (−3)    |
| 历史最低温 °F（°C） | −32 (−36) | −25 (−32) | −14 (−26) | 6 (−14)   | 12 (−11)  | 22 (−6)   | 32 (0)    | 24 (−4)   | 7 (−14)   | −6 (−21)  | −17 (−27) | −29 (−34) | −32 (−36)  |
| 平均降水量 （mm）   | 0.68 (17) | 0.58 (15) | 0.71 (18) | 0.74 (19) | 1.17 (30) | 0.81 (21) | 0.78 (20) | 0.59 (15) | 0.76 (19) | 0.57 (14) | 0.62 (16) | 0.46 (12) | 8.47 (215) |
| 来源：Weather.com   |           |           |           |           |           |           |           |           |           |           |           |           |            |

## 人口
| 调查年  | 人口  | 备注 | %±     |
| ------- | ----- | ---- | ------ |
| 1990    | 2,007 |      | —      |
| 2000    | 4,721 |      | 135.2% |
| 2010    | 4,410 |      | −6.6%  |
| source: |       |      |        |

2010年人口普查显示该市人口为4,410人，包括61.7%拉美裔，33.8%非拉美裔白人，0.3%非拉美裔黑人，1.2%非拉美裔原住民，1.3%亚洲人，0.7%太平洋岛屿居民，0.2%其它族裔，4.1%混血。
该市每户收入中位数34,116美元, 每个家庭中位数34,297美元。男性收入中位数23,281美元，女性为18,105美元。该市人均收入12,013美元。17.4%的家庭和16.9%人口处于贫穷线下，包括19.5%的18岁以下未成年人以及3.9%的65岁以上老人。